# Gran Premi Ciclista de Montreal 2013
El Gran Premi Ciclista de Montreal 2013 fou la 4a edició del Gran Premi Ciclista de Montreal i es disputà el 15 de setembre de 2013. Aquesta era la 26a de l'UCI World Tour 2013. El vencedor fou l'eslovac Peter Sagan (Cannondale) que s'imposà en solitari, amb quatre segons d'avantatge respecte a l'italià Simone Ponzi (Astana Qazaqstan Team) i el canadenc Ryder Hesjedal (Garmin-Sharp).

## Participants
El 19 equips UCI World Tour són presents en aquesta cursa, així com dos equips convidats, l'equip nacional del Canadà i l'Team Europcar.
| - AG2R La Mondiale - Astana Qazaqstan Team - Belkin Pro Cycling Team - BMC Racing Team - Selecció del Canada - Cannondale - Euskaltel–Euskadi - FDJ - Garmin-Sharp - Team Katusha | - Lampre-Fondital - Lotto-Belisol - Movistar Team - Omega Pharma-Quick Step - Orica-GreenEDGE - RadioShack-Leopard - Team Europcar - Team Saxo-Tinkoff - Team Sky - Vacansoleil-DCM |

## Classificació final
| #  | Ciclista                   | Equip                   | Temps      | Punts UCI |
| -- | -------------------------- | ----------------------- | ---------- | --------- |
| 1  | Peter Sagan (SVK)          | Cannondale              | 5h 20' 07" | 80        |
| 2  | Simone Ponzi (ITA)         | Astana Qazaqstan Team   | + 4"       | 60        |
| 3  | Ryder Hesjedal (CAN)       | Garmin-Sharp            | m. t.      | 50        |
| 4  | Greg Van Avermaet (BEL)    | BMC Racing Team         | + 7"       | 40        |
| 5  | Filippo Pozzato (ITA)      | Lampre-Merida           | m. t.      | 30        |
| 6  | Rui Costa (POR)            | Movistar Team           | m. t.      | 22        |
| 7  | Enrico Gasparotto (ITA)    | Astana Qazaqstan Team   | m. t.      | 14        |
| 8  | Lars Petter Nordhaug (NOR) | Belkin Pro Cycling Team | + 9"       | 10        |
| 9  | Ion Izagirre (ESP)         | Euskaltel–Euskadi       | m. t.      | 6         |
| 10 | Jan Bakelants (BEL)        | RadioShack-Leopard      | m. t.      | 2         |